# ペタル・ストヤノヴィッチ
ペタル・ストヤノヴィッチ（スロベニア語: Petar Stojanović、1995年10月7日 - ）は、スロベニア・リュブリャナ出身の同国代表サッカー選手。UCサンプドリア所属。ポジションはDF。

## クラブ経歴
2011年にNKマリボルの下部組織に加入し、2012年3月25日のNKツェリェ戦でトップチームデビュー。
2016年1月5日、NKディナモ・ザグレブに5年契約で移籍した。

## 代表経歴
2014年11月18日、コロンビア代表との親善試合でA代表デビューを飾った。この時19歳1か月11日でレネ・ミヘリッチの持っていた最年少出場記録を塗り替えたが、2021年6月1日にベンヤミン・シェシュコに塗り替えられた。
2021年9月1日、2022 FIFAワールドカップ・ヨーロッパ予選グループHのスロバキア代表戦で代表初得点を記録した。
UEFA EURO 2024に選出

## 獲得タイトル
NKマリボル
- 1.SNL : 4回（2011-12,2012-13,2013-14, 2014-15）
- スロベニア・カップ : 2回（2011-12,2012-13）
- スロベニア・スーパーカップ : 2回（2012,2014）

NKディナモ・ザグレブ
- プルヴァHNL : 3回（2015-16,2017-18,2018-19）
- フルヴァツキ・ノゴメトニ・クプ : 3回（2015-16,2016-17,2017-18）
- フルヴァツキ・ノゴメトニ・スーペルクプ : 1回（2019）